# Констанций Фивейский
Костанций (ум. 286 год) — святой Римский воин из Фивейского легиона. День памяти — 18 сентября.
Согласно преданию, пережив истребления легиона, св. Констанций с выжившими товарищами укрылся в Валь-Маире, что в нынешней провинции Кунео. Среди них были Константин, Далмаций, Дезидерий, Исидор, Магн, Олимпий, Понтий, Феодор и Виктор. Они посвятили свою жизнь проповеди христианской веры, и все за исключением Костанция были вскоре убиты римскими властями. После них и св. Констанций был обезглавлен на горе, называемой Монте-сан-Бернардо.